# Saint-Gorgon-Main
 Saint-Gorgon-Main  là một xã của tỉnh Doubs, thuộc vùng Bourgogne-Franche-Comté, ở miền đông nước Pháp.